# Antiblemma odontozona
Antiblemma odontozona là một loài bướm đêm trong họ Erebidae.